# روز باران
روز باران ششمین ساخته سینمایی اسماعیل براری است.
این فیلم که تواماً از مضامین «سینمای معناگرا و سینمای کودک و نوجوان» برخوردار است، در شهرستان کویری سرایان در استان خراسان جنوبی با حضور بازیگران خراسانی، مردم و هنرمندان شهرهای سرایان و سه قلعه، تهیه شده است. این فیلم در اولین حضور خود در بیست و پنجمین جشنواره بین‌المللی فیلم فجر برنده لوح زرین بهتریم فیلم از جشنواره روستا شد. در بیست و یکمین جشنواره بین‌المللی فیلمهای کودک و نوجوان همدان (۱۳۸۶/۲۰۰۷) مورد تقدیر  و در اولین جشنواره فیلمهای قرآنی (۱۳۸۶) به دریافت مدال خادمین قرآن نایل شده است. روز باران در اولین حضور بین‌المللی خود در جشنواره فیلمهای محیط زیست در پاریس از ۲۱ تا ۲۷ نوامبر سال ۲۰۰۷ به نمایش در آمد.
روز باران بعنوان منتخب جشنواره Rome Independent Film Festival-2007 توسط واحد سینمای معناگرای بنیاد سینمایی فارابی در شصت و هشتمین نشست کانون فیلم معناگرا در روز جمعه چهارم مردادماه سال ۱۳۸۷ مورد نقد و بررسی قرار گرفت.
همچنین این فیلم در پنجمین نشست از سلسله نشست‌های کانون فرهنگی هنری دفتر تبلیغات اسلامی تهران در ۲۹ آبام ۱۳۹۱ با حضور جمعی از طلاب حوزه علمیه تهران و دانشجویان رشته سینما، بنمایش درآمد.

## خلاصه داستان
مردم یک روستای حاشیه کویر با وقوع خشکسالی، در تهدید و خطر پیشروی کویر قرار گرفته‌اند و هر راهی برای حل مشکل بی آبی در این منطقه به بن‌بست رسیده است و مردم تنها راه باقی‌مانده را برگزاری«نماز باران» می‌دانند و با تدارک وسیعی نماز باران را برگزار می‌کنند. اما باز هم باران نمی‌بارد! غافل از این که در گوشه‌ای از روستا دو کودک یتیم در تنهایی دست به دعا برداشته‌اند که باران نبارد! آنها سقف خانه‌شان فرو ریخته است . . ..

## بازیگران
- سامان خلاوه
- تکتم دربان
- غلامرضا بایزان‌منش
- غلامرضا عارف‌نژاد
- امیر محاسبتی
- محمد رجایی
- جواد کامل
- محمد امین ارفعی
- زهرا آزاده دل
- حسین عطار
- علیرضا میرزایی
- مهری شمس
- حسین جمالی
- مریم حسنی
- فاطمه رمضانی
- فاطمه مشاری
- امر اله عفتی
- ابراهیم عطانیا
- یاسر مختاری
- زینب آرامش
- موسی الرضا مختاری
- انسیه مصطفوی
- تیمور مختاری (بازیگر نوجوان)
- فاطمه جوانمرد (بازیگر نوجوان)
- مهدی طهماسبی (بازیگر نقش اول)
- مبین محمودی (بازیگر نوجوان)

## یادداشت فیلمساز
آیا تاکنون به کویر رفته‌اید؟ در آنجا عجیب‌ترین سکوت موجود در طبیعت را می‌یابید! و انسانهایی که میانه چشم اندازهای بی‌انتها و آسمان تفتیده و سکوت ژرف، صاحب روحی بلند می‌شوند. آنها با این نیروی عجیب و مرموز هر کاری می‌توانند بکنند!